# فلاديمير غيراسيموف
فلاديمير غيراسيموف (بالروسية: Герасимов, Владимир Владимирович)‏ هو مدرب كرة قدم ولاعب كرة قدم روسي في مركزي الدفاع والوسط، ولد في 22 مارس 1975 في كراسنوارميسك في روسيا. لعب مع أرسنال تولا وكريليا سوفيتوف سامارا وليفسكي صوفيا ونادي تشيرنو مور فارنا ونادي كوبان كراسنودار.